# Beatrice Faumuinová
Beatrice Faumuinová (* 23. října 1974 Auckland) je bývalá novozélandská atletka, mistryně světa v hodu diskem.

## Kariéra
Pozoruhodná byla její série vítězství v 37 startech za sebou v řadě v období od ledna 1997 do června 1998. Čtyřikrát startovala v hodu diskem na olympiádě, nikdy však nezískala medaili. Jejím životním úspěchem bylo vítězství v této disciplíně na mistrovství světa v roce 1997.